# Manila (Utah)
Manila és una població dels Estats Units a l'estat de Utah. Segons el cens del 2000 tenia 308 habitants.

## Demografia
Segons el cens del 2000, Manila tenia 308 habitants, 105 habitatges, i 66 famílies. La densitat de població era de 146,8 habitants per km².
Dels 105 habitatges en un 21% hi vivien nens de menys de 18 anys, en un 51,4% hi vivien parelles casades, en un 6,7% dones solteres, i en un 37,1% no eren unitats familiars. En el 34,3% dels habitatges hi vivien persones soles l'11,4% de les quals corresponia a persones de 65 anys o més que vivien soles. El nombre mitjà de persones vivint en cada habitatge era de 2,2 i el nombre mitjà de persones que vivien en cada família era de 2,83.
Per edats la població es repartia de la següent manera: un 15,9% tenia menys de 18 anys, un 11,7% entre 18 i 24, un 28,9% entre 25 i 44, un 27,3% de 45 a 60 i un 16,2% 65 anys o més.
L'edat mediana era de 40 anys. Per cada 100 dones de 18 o més anys hi havia 194,3 homes.
La renda mediana per habitatge era de 26.458 $ i la renda mediana per família de 28.250 $. Els homes tenien una renda mediana de 23.333 $ mentre que les dones 15.833 $. La renda per capita de la població era de 12.184 $. Entorn del 5,5% de les famílies i el 6,2% de la població estaven per davall del llindar de pobresa.

## Poblacions més properes
El següent diagrama mostra les poblacions més properes.